# Mangoli
Mangoli encore appelé 80 est une ville du Cameroun situé à 80 km de Ngaoundéré et dans l'arrondissement de Nyambaka, département de la Vina et la région de l'Adamaoua, situé sur la route nationale no 1. 
Mangoli se trouve au sommet d'une montagne. Les températures sont relativement faible, entre 13 et 20 °C, en raison de cette position.

## Population
En 1967, Mangoli comptait 503 habitants, principalement des Peuls. À cette date, un marché s'y tenait le dimanche.
Lors du recensement de 2005, 1 392 personnes y ont été dénombrées.